# Haploglenius extensus
Haploglenius extensus is een insect uit de familie van de vlinderhaften (Ascalaphidae), die tot de orde netvleugeligen (Neuroptera) behoort. 
Haploglenius extensus is voor het eerst wetenschappelijk beschreven door Banks in 1924.